# Berlin-Schulzendorf

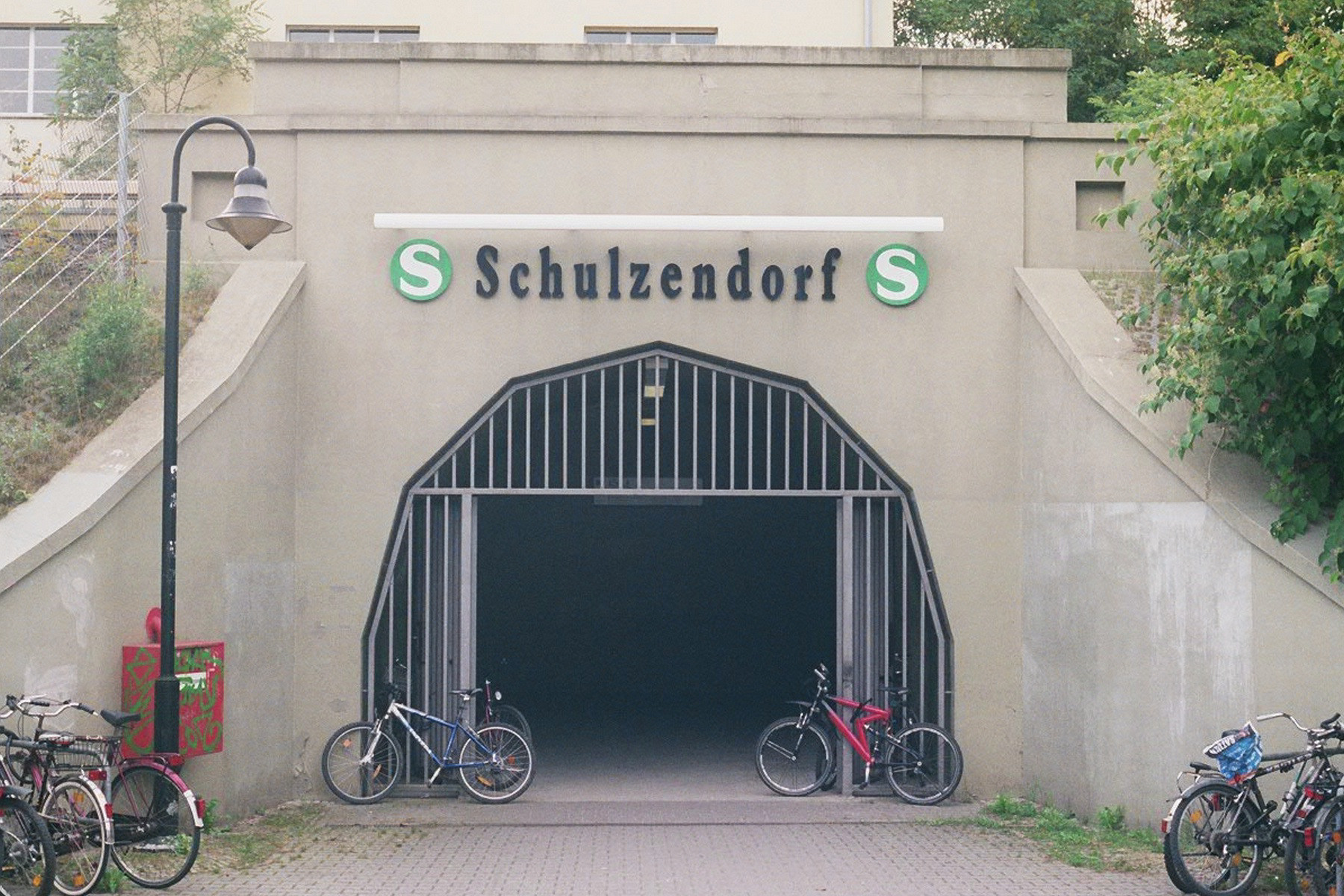
Zugang zum S-Bahnhof Schulzendorf

Schulzendorf ist eine Ortslage im Berliner Ortsteil Heiligensee.

## Geografie
Mit dem Groß-Berlin-Gesetz wurde Schulzendorf am 27. April 1920 als Teil des Gutsbezirks Tegel-Forst-Nord zu Berlin eingemeindet und dem Bezirk Reinickendorf zugeordnet. Schulzendorf liegt – mit dem Diakoniezentrum, der nach dem Vorsitzenden der Preußischen Geologischen Landesanstalt Franz Beyschlag benannten „Beyschlagsiedlung“ und der Siedlung Tegelgrund – zwischen dem Beyschlagtunnel und dem Forsthaustunnel der A 111 im Tegeler Forst. Deshalb wird Schulzendorf oft mit dem Zusatz ‚bei Tegel‘ versehen.

## Entwicklung und Status
Schulzendorf wurde am 6. Juli 1772 als Schultzendorff von König Friedrich II. (dem „Alten Fritz“) gegründet. In einer Erbpachtverschreibung heißt es: „[…] bey dem Theer-Ofen in der Heiligenseeschen Heyde in ein einziges Etablissement unter der Benennung Schultzendorff zusammengezogen werden sollen.“ Der Name stammt vom Forstrat Schultze, der 1708 auf dem Eichelberg (heute: Apolloberg) einen Teerofen errichtete. Im Jahr 1743 kam dort ein Wirtshaus mit Herberge hinzu.

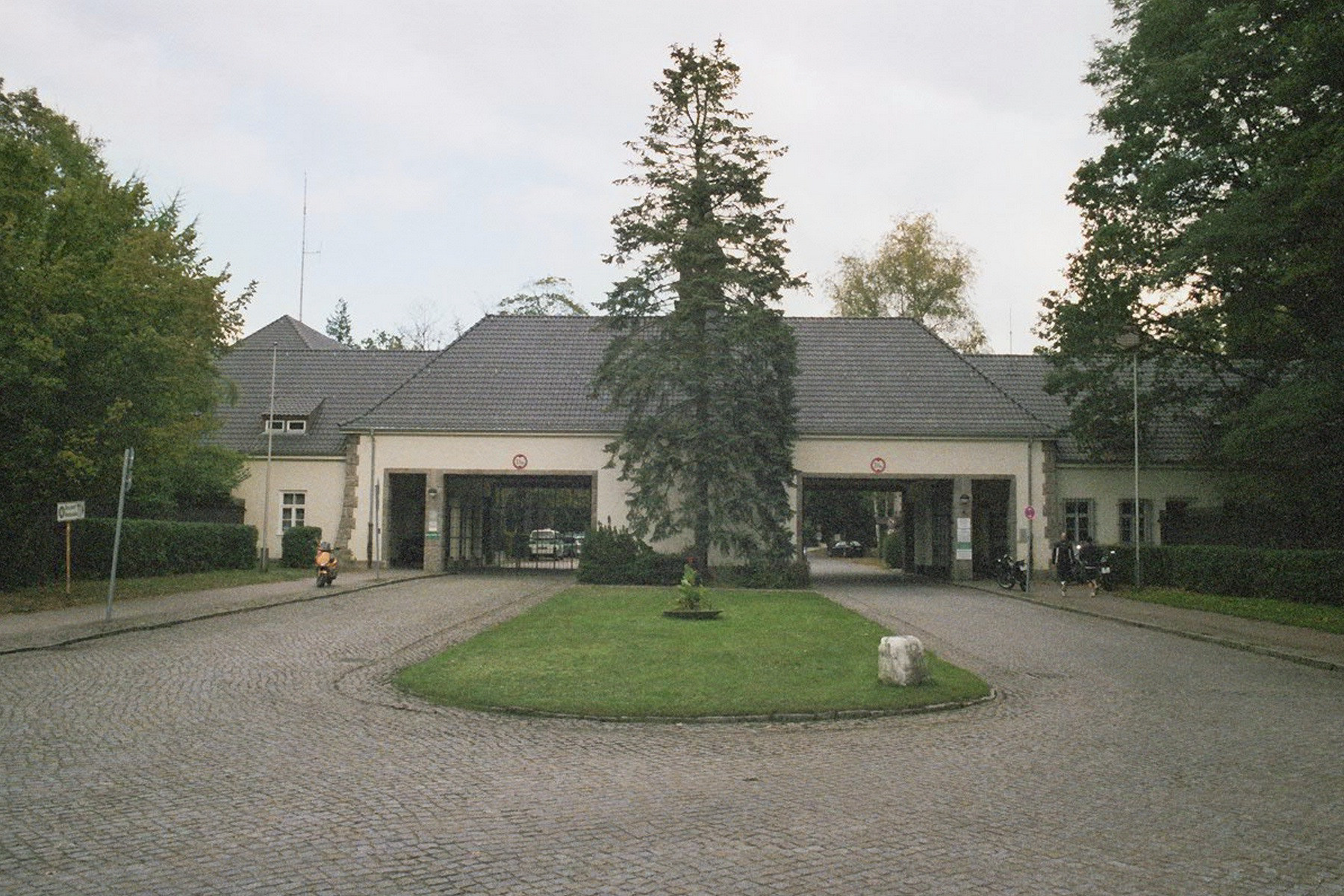
Eingang der ehemaligen Flak-Kaserne in der Ruppiner Chaussee

Im Jahr 1801 hatte Schulzendorf 35 Einwohner. Im Jahr 1822 siedelte sich hier der Kolonist Wilhelm Neue (unter dem Namen Neye bekannt) an. Seine Nachfahren wohnen teilweise noch in Heiligensee. Ihnen gehört u. a. das Gasthaus Sommerlust.
Im 19. Jahrhundert bildete die Kolonie Schulzendorf zunächst einen eigenen Gutsbezirk im Kreis Niederbarnim. Der Gutsbezirk wurde 1888 aufgelöst und in den Gutsbezirk Tegel-Forst eingegliedert.
Mit Eröffnung der Kremmener Bahn im Jahr 1893 entstand unweit der heutigen Autobahnanschlussstelle 3 Schulzendorfer Straße der A 111 der Bahnhof Schulzendorf. Dieser wird von der Linie S25 der Berliner S-Bahn bedient. Auf den Karten in Meyers Konversationslexikon (Vol. 2 – Stadtplan zu Seite 752 Berlin, Jahrgang 1885–1901) ist Schulzendorf am oberen Rand nordwestlich von der Bahnunterführung (U.F.Tegelgrund) mit einer Gebäudeeinheit am Südrand der Chaussee gegenüber vom Apollo-Berg (65 m) aufgenommen.
Das Berliner Adressbuch von 1922 zeigt die Kolonie Schulzendorf begrenzt zwischen Neu-Ruppiner Chaussee und Kremmener Bahn, wobei die Gemarkungsgrenze zu Heiligensee die Chaussee 570 Meter westlich von der (heutigen) Straße Am Tegelgrund kreuzt. Am Schulzendorfer Flur gibt es an der linken (südlichen) Seite ab Gemarkung Tegel die Revierförsterei (Revierförster F. Herrmann), das Waldarbeiter (acht Bewohner), den Neyeschen Gasthof (Besitzer Gastwirt Albert Neye), den Fleischmanschen Gasthof „Waldklause“ (Eigentümer Landwirt Karl Fleischmann, Betreiber Gastwirt Jurgis Kairies), Weg zur Siedlung, Gemarkung Heiligensee. Die Siedlung der Baugenossenschaft „Schulzendorf“ ist mit sieben Parzellen vermerkt.
Im Adressbuch von 1925 ist Schulzendorf unter Verwaltungsbezirk Reinickendorf mit vier Straßen aufgenommen:
- Apfelallee: Neu-Ruppiner Chaussee – Beyschlagstraße – Kremmener Bahn: Baustellen
- Beyschlagstraße: Apfelallee – (rechte Seite) Breitkopfstraße – Neu-Ruppiner Chaussee
- Neu-Ruppiner Chaussee: Gemarkung Tegel Forststraße – Apfelallee – Breitkopfstraße – Beyschlagstraße – Gemarkung Heiligensee
- Im Waldwinkel: Kremmener Eisenbahn – Beyschlagstraße – Neu-Ruppiner Chaussee

Neben Baustellen (parzellierte und teilweise vergebene Grundstücke) sind 16 Neubauten, 31 bebaute Grundstücke, das Waldarbeiterhaus, zu diesem benachbart der Neyesche und der Fleischmannsche Gasthof, sowie an die Gemarkung Tegel grenzend die Revier-Försterei mit dem Staatlichen Revier-Förster F. Hermann verzeichnet.
Einträge im Adressbuch von 1943 für Schulzendorf Post Tegel:
- Die Neu-Ruppiner Chaussee ist als Ruppiner Chaussee in Schulzendorf durchgehend (siehe auch Tegel und Heiligensee) mit 137–159 (ungerade, an der rechten Seite ist Forst) nummeriert.
- Die Straße 1 (vorher: Apfelallee; seit 1978: Im Tegelgrund) besitzt eine Unterführung unter der Bahn.
- Die vor 1920 in Heiligensee geplante Dambockstraße ist bis an die Ruppiner Chaussee angegeben. Sie führte ab Keilerstraße als Planstraße 7 seit 1927 mit einer Unterführung unter der Bahn in die Ortslage als Privatstraße. Diese Verbindung heißt seit 1989 Erich-Anger-Weg und führt durch und im Diakoniezentrum Heiligensee (Diakonieweg). Diese Einrichtung liegt am Diakonieweg mit 1,5 ha nordöstlich der Bahnlinie in der Ortslage und einem größeren Flächenanteil südwestlich der Bahn auf Heiligenseer Flur. Diese Flächen waren bis 1980 unbebaut.[11][12]
- Bebaut sind zu Beginn der 1940er Jahre 50 Grundstücke, auf Ruppiner Chaussee 143 befindet sich das Restaurant „Sommerlust“ von Gastwirt Neye (Beyschlagstraße 6) und auf 145/147 das Restaurant „Waldklause“ von Gastwirt M. Kröling. Weitere Grundstücke sind noch als sog. Baustellen bezeichnet, beispielsweise Ruppiner Chaussee 161–167 und Straße 1. Gegenüber der Mündung von Am Waldwinkel ist zwischen Beyschlagstraße 13 und 15 (ungerade, 14 liegt gegenüber) eine Feuchtwiese (2018: Nummer 13a–13j) ebenfalls als Baustelle bezeichnet.[1]

Von 1936 bis 1937 wurde an der Ruppiner Chaussee vom Reichsluftfahrtministerium der Kasernenkomplex der Flak-Kaserne errichtet. Im April 1945 übernahm bei der Besetzung Berlins zunächst die Rote Armee die Kaserne und gab sie im September 1945 an die französische Besatzungsmacht ab. 1952 kam die Liegenschaft an die Berliner Polizei, die sie zunächst durch die Bereitschaftspolizei Berlin und später durch andere Organisationseinheiten nutzte. Seit 1974 wird das Gelände auch von der Landesfeuerwehrschule genutzt.
Historische Einwohnerzahlen
| Jahr | Einwohner |
| ---- | --------- |
| 1858 | 67        |
| 1871 | 58        |
| 1885 | 23        |
| 1895 | 65        |
| 1905 | 55        |